# Campionati europei di canottaggio 2012 - 2 di coppia pesi leggeri femminile
Il 2 di coppia pesi leggeri femminile dei Campionati europei di canottaggio 2012 si è svolto tra il 14 e il 16 settembre 2012. Hanno partecipato 9 equipaggi.

## Formato
Nel primo turno, i primi due classificati di ogni batteria si sono qualificati alla finale A, mentre gli altri si sono affrontati neil ripescaggio che ha qualificato altri due equipaggi. Gli equipaggi eliminati al ripescaggio hanno gareggiato nella finale B.

## Programma
| Data              | Ora (UTC+2) | Turno             |
| ----------------- | ----------- | ----------------- |
| 14 settembre 2012 | 10:58       | Batterie          |
| 15 settembre 2012 | 10:16       | Ripescaggio       |
| 16 settembre 2012 | 9:55 12:02  | Finale B Finale A |

## Risultati

### Batterie
| Pos. | Atleti                               | Nazione       | Tempo   | Note |
| ---- | ------------------------------------ | ------------- | ------- | ---- |
| 1    | Laura Milani Elisabetta Sancassani   | Italia        | 6'57"88 | Q    |
| 2    | Ruth Walczak Imogen Walsh            | Gran Bretagna | 7'02"26 | Q    |
| 3    | Alena Kryvašėenka Iryna Ljaskova     | Bielorussia   | 7'14"84 | R    |
| 4    | Ol'ga Arkadova Natalija Varfolomeeva | Russia        | 7'19"26 | R    |
| 5    | Sharon Cohen Chen Oshri              | Israele       | 7'44"96 | R    |

| Pos. | Atleti                                  | Nazione | Tempo   | Note |
| ---- | --------------------------------------- | ------- | ------- | ---- |
| 1    | Christina Giazitzidou Alexandra Tsiavou | Grecia  | 7'04"51 | Q    |
| 2    | Agnieszka Renc Weronika Deresz          | Polonia | 7'09"25 | Q    |
| 3    | Christina Sperrer Sara Lambing          | Austria | 7'18"70 | R    |
| 4    | Alona Leont'jeva Larysa Žalynska        | Ucraina | 7'43"40 | R    |

### Ripescaggio
| Pos. | Atleti                               | Nazione     | Tempo   | Note |
| ---- | ------------------------------------ | ----------- | ------- | ---- |
| 1    | Alena Kryvašėenka Iryna Ljaskova     | Bielorussia | 7'08"73 | Q    |
| 2    | Christina Sperrer Sara Lambing       | Austria     | 7'11"90 | Q    |
| 3    | Ol'ga Arkadova Natalija Varfolomeeva | Russia      | 7'16"61 |      |
| 4    | Sharon Cohen Chen Oshri              | Israele     | 7'36"33 |      |
| 5    | Alona Leont'jeva Larysa Žalynska     | Ucraina     | 7'42"94 |      |

### Finali
| Pos. | Atleti                               | Nazione | Tempo   | Note |
| ---- | ------------------------------------ | ------- | ------- | ---- |
| 1    | Ol'ga Arkadova Natalija Varfolomeeva | Russia  | 7'24"91 |      |
| 2    | Sharon Cohen Chen Oshri              | Israele | 7'44"28 |      |
| 3    | Alona Leont'jeva Larysa Žalynska     | Ucraina | 7'49"54 |      |

| Pos.    | Atleti                                  | Nazione       | Tempo   | Note |
| ------- | --------------------------------------- | ------------- | ------- | ---- |
| Oro     | Laura Milani Elisabetta Sancassani      | Italia        | 6'53"39 |      |
| Argento | Christina Giazitzidou Alexandra Tsiavou | Grecia        | 6'57"62 |      |
| Bronzo  | Ruth Walczak Imogen Walsh               | Gran Bretagna | 6'58"87 |      |
| 4       | Agnieszka Renc Weronika Deresz          | Polonia       | 7'05"20 |      |
| 5       | Alena Kryvašėenka Iryna Ljaskova        | Bielorussia   | 7'08"65 |      |
| 6       | Christina Sperrer Sara Lambing          | Austria       | 7'13"73 |      |